# Banco di San Giorgio
(Niccolò Machiavelli, Istorie Fiorentine, libro VIII, cap. XXIX)

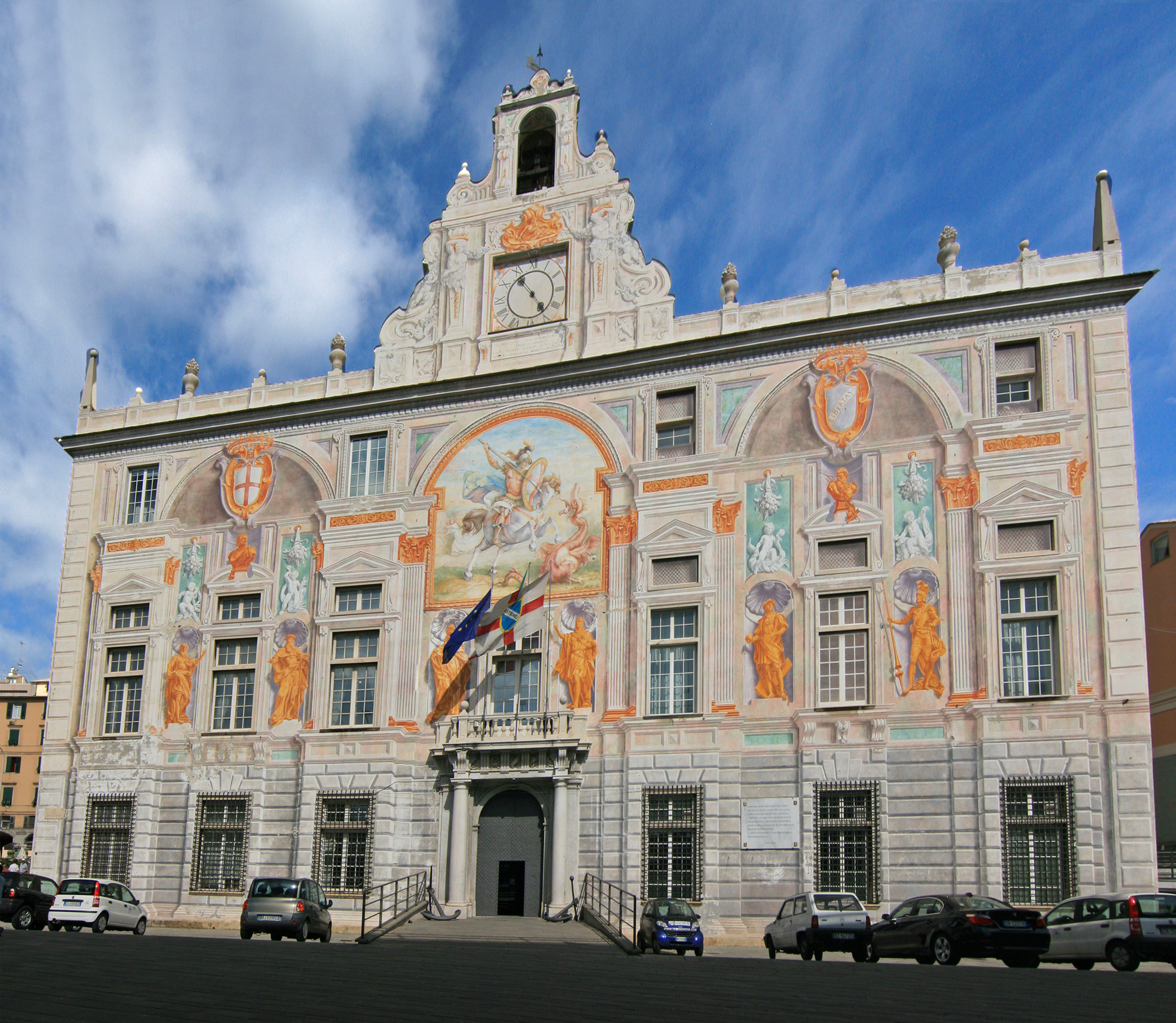
Facciata a mare di Palazzo San Giorgio

Il Banco di San Giorgio fu dal 1797 al 1805 la nuova denominazione dell'antica Casa delle compere e dei banchi di San Giorgio (in latino Officium comperarum et bancorum Sancti Georgii) fondata nel 1407 a Genova.

## Storia

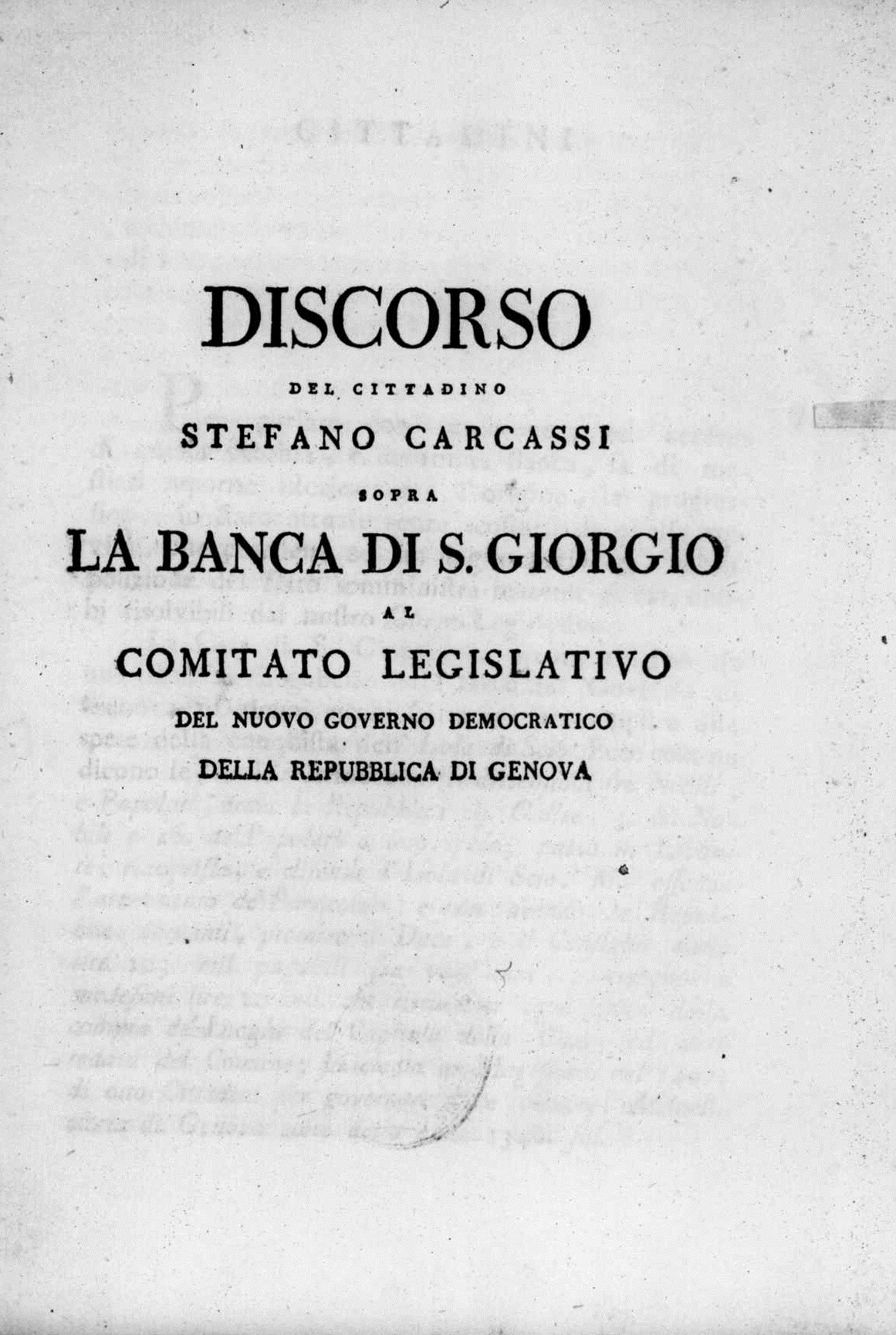
Discorso del cittadino Stefano Carcassi sopra la Banca di San Giorgio, 1797

### Casa delle compere e dei banchi di San Giorgio
Le lontane origini del banco vanno ricercate nel primo prestito di stato contratto dalla Repubblica di Genova dopo la vittoriosa spedizione di Almeria e di Tortosa del 1147-48. Per pagare i noli dell'impresa, assunti a tutto carico del comune, i consoli del 1149 cedono per 15 anni l'introito di alcune gabelle, verso l'anticipo di 1300 lire genovesi, a una società di 18 cittadini, ciascuno dei quali si quota per una parte. In questa operazione finanziaria di prestito detta compera lo Stato genovese impegna una parte dei redditi ordinari a pagamento degli interessi annui verso una società di cittadini mutuanti detti comperisti che anticipano il capitale, obbligandosi a restituire il prestito entro il termine prestabilito. Visto il successo, l'operazione venne periodicamente ripetuta negli anni successivi, venendo a crescere sul principio del XIV secolo.
L'occasione storica della costituzione della Casa delle compere e dei banchi di San Giorgio fu il dissesto finanziario della Compagna Communis (così si chiamava il comune medievale di Genova prima di costituirsi in repubblica), dissesto causato dalle durissime guerre contro Venezia.
L'ente fu fondato con provvedimento statale con decreto del 27 aprile 1407 dalla riunione di tutte le "compere" già esistenti, che avevano fatto prestiti allo Stato, per gestire in modo unitario il debito pubblico della Compagna communis.
La Casa, Ufficio e poi Banco di San Giorgio continuò a concedere nuovi prestiti alla Repubblica di Genova. Conseguentemente il capitale dell'istituto aumentò gradualmente fino a raggiungere i 52 milioni di lire genovesi.
È stata una banca genovese che esercitava sia la funzione di gestione della fiscalità e del debito pubblico come le moderne Banche centrali, sia la raccolta del risparmio. In entrambi gli ambiti è stata una delle prime banche di deposito, prestito e giro d'Europa, ma anche una delle prime "banche pubbliche" antenate delle moderne banche centrali. La Banca era abilitata ad emettere carta moneta. I biglietti di cartulario emessi dal Banco di San Giorgio, che circolarono dal 1625 circa, erano nominativi, pagabili a vista e trasferibili con girata.
Il barone Montesquieu (1689-1755) ebbe a dire: «San Giorgio è una specie di Monte di Pietà che, avendo fatto prestiti alla Repubblica e avendo ricevuto in cambio fondi di garanzia, paga il 2,5% a coloro che lo hanno sovvenzionato».

### Banco di San Giorgio
Con l'avvento al potere di Napoleone la banca fu spogliata di tutto il suo oro, che finì nelle casse di Parigi. Nel 1797 la neonata Repubblica Ligure revocò alla Casa la gestione delle imposte e del debito pubblico, la lasciò tuttavia sussistere come banca centrale dello Stato. Perciò l'istituzione fu ribattezzata Banco di San Giorgio, nome con cui sarà in seguito conosciuta.
Con l'annessione della Liguria all'Impero Francese nel 1805 il Banco fu definitivamente sciolto.
La liquidazione dell'ente terminò nel 1856. 
Dal 1881 l'archivio della Casa è stato acquisito dall'Archivio di Stato di Genova.

## Struttura

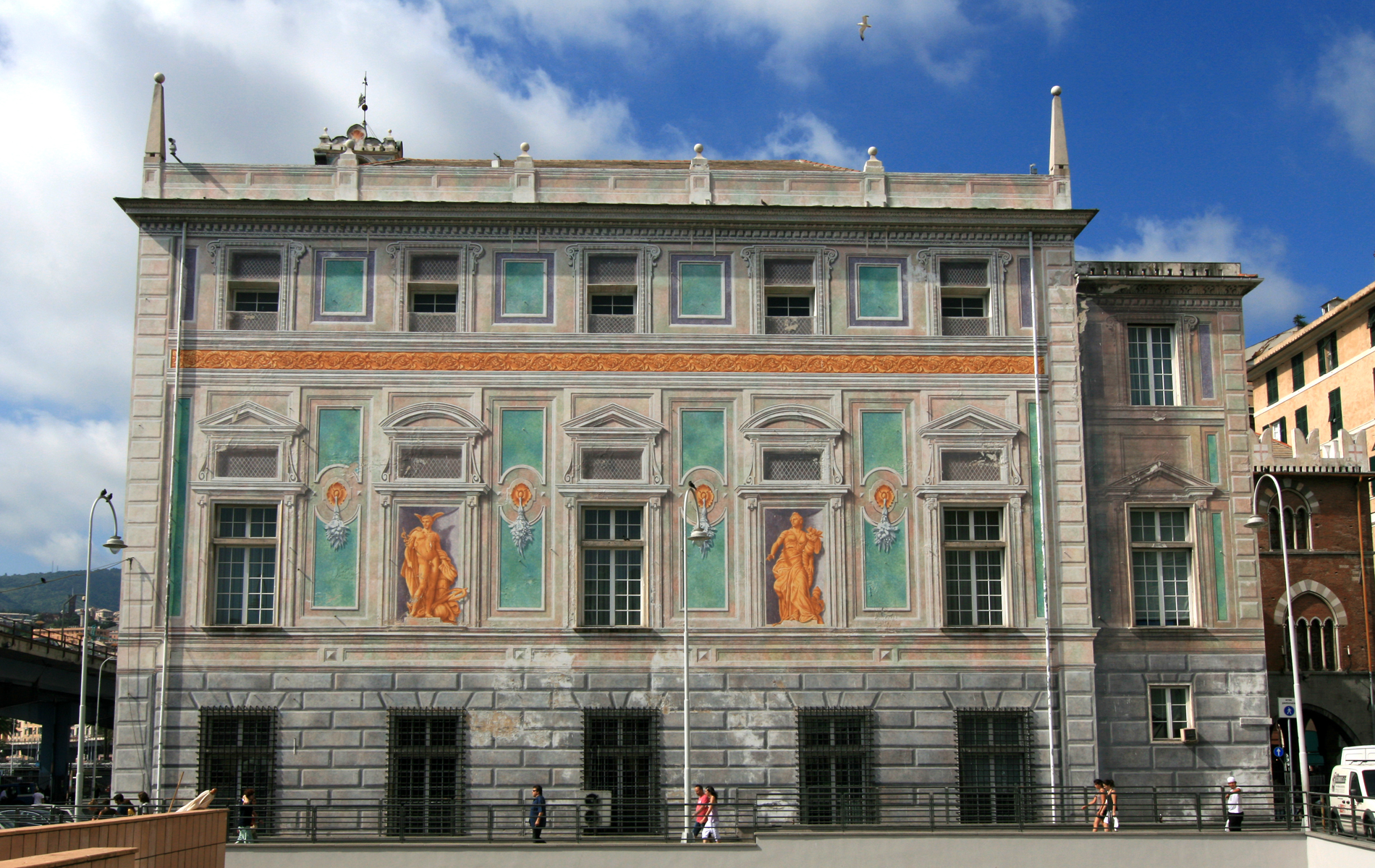
Lato di Palazzo San Giorgio su lato mare

La Casa di San Giorgio era una persona giuridica, il cui capitale nominale corrispondeva all'ammontare dei prestiti concessi allo Stato. Questo capitale era diviso in quote dette "luoghi" (loca), del valore di 100 lire genovesi ciascuna. I titolari dei luoghi, che erano i creditori dello Stato e i soci della Casa, erano detti "luogatari".
I luoghi erano nominativi, ma erano liberamente trasferibili ed ipotecabili: i trasferimenti e le iscrizioni avvenivano mediante annotamento nel registro della Casa. La Casa esercitava anche l'attività di gestione fiduciaria dei luoghi secondo le istruzioni dei titolari.
Il vertice esecutivo dell'Istituto era rappresentato dagli otto Protettori, accanto ai quali vi erano altre magistrature con compiti più specifici.
L'organo rappresentativo dei luogatari era invece il Gran Consiglio delle compere, composto di 480 membri: 20 di diritto (i Protettori, i Precedenti e i Sindacatori) e 460 scelti fra i luogatari, metà per scrutinio e metà per sorteggio.
Esso deliberava sulle principali questioni, fra cui la concessione dei prestiti allo Stato.
Sotto questi organi amministrativi, vi erano i dipendenti, che erano più di cinquecento.

## Sede
Dal 1443 la Casa ebbe sede in una stanza messa a disposizione dalla Compagna Communis nel Palazzo del mare, edificato nel XIII secolo come prima sede del comune poi spostatosi nel Palazzo Ducale. Era ancora di proprietà comunale, finché con atto solenne del 1451 l'intero edificio è ceduto alla Casa assumendo il nome di Palazzo San Giorgio e divenendo definitivamente la sede del Banco di San Giorgio.

## Compere
La "compera" era un contratto tipico della piazza genovese, risalente almeno al 1141, con cui un gruppo di creditori prestava una somma alla Compagna Communis in cambio del diritto di riscuotere una certa imposta per un certo periodo (di cinque anni o più). Era la normale forma con cui lo Stato genovese contraeva il debito pubblico.
Si chiamava "compera" anche la corrispondente associazione di creditori, che aveva personalità giuridica.
Per ogni prestito concesso allo Stato si costituiva una diversa compera.
Con l'unificazione delle diverse compere nella Casa di San Giorgio, le diverse associazioni di creditori confluirono in un unico soggetto giuridico, anche se la gestione di ogni prestito allo Stato rimaneva separata.
La Casa cercava a sua volta di appaltare la riscossione delle imposte a soggetti privati. Tuttavia alcune imposte non riusciva ad appaltarle, per mancanza di offerenti, e le gestiva direttamente.

## Banchi

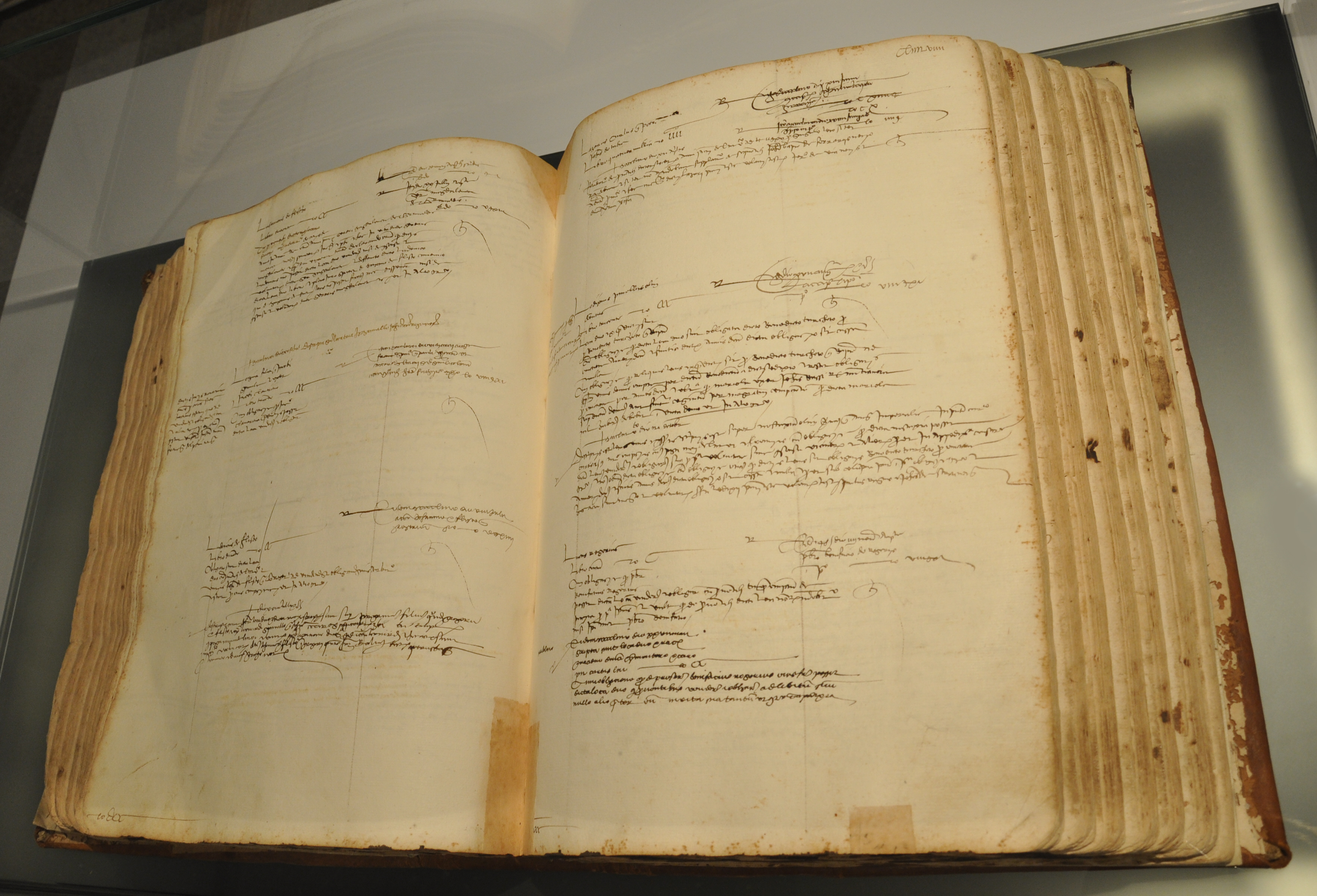
Il Libro delle Colonne ovvero il libro mastro del 1485

La Casa gestiva anche vari banchi di deposito e giro, alcuni dei quali erano in "numerato" ovvero in contanti, altri in monete specifiche (ad esempio uno in scudi d'argento, uno in reali, uno in zecchini, uno in doppie).
Ogni banco era costituito da un tavolo posto nel salone al primo piano di Palazzo san Giorgio. Vi erano addetti due notai, che tenevano le scritture contabili in partita doppia. Queste consistevano principalmente nel libro giornale (detto "manuale") e nel libro mastro (detto "cartularium") sui quali venivano annotate le operazioni. I libri contabili della Casa di San Giorgio furono tenuti in latino fino alla fine del Settecento.
In questo modo buona parte dei trasferimenti di denaro avvenivano in "moneta di banco", ovvero senza effettivo movimento di moneta metallica. In ogni modo la Casa non poté mai evitare completamente i flussi di denaro contante: la gestione della tesoreria era compito del cassiere della Casa (capserius comperarum).
Fra i "correntisti" della casa di San Giorgio si possono annoverare Ferdinando II d'Aragona e Isabella di Castiglia, nonché Cristoforo Colombo.

## Possedimenti territoriali
La Casa oltre a inglobare le compere che avevano fatto prestito alla Compagna Communis aveva incorporato anche delle compere che avevano concesso prestiti ad altre nazioni. Fra queste c'era la "Maona di Cipro", che aveva fatto prestito al re di Cipro: non potendo il sovrano restituire il debito, nel 1447 cedette in sovranità alla Casa di San Giorgio la città di Famagosta. Tuttavia, il suo successore nel 1464 riconquistò la città, facendo terminare il dominio di San Giorgio.
San Giorgio aveva assorbito anche la "compera di Gazaria" e pertanto già gestiva le entrate fiscali di quel territorio. Dopo la caduta di Costantinopoli, nel 1453, la Compagna Communis cedette alla Casa la sovranità stessa sulla Gazaria. Questi domini furono tuttavia conquistati dall'Impero ottomano nel 1474.
Nel 1453 passò a San Giorgio anche la sovranità sulla Corsica con il consenso della popolazione dell'isola.
La Casa ricevette, infine, dalla Repubblica la sovranità su alcuni paesi delle due Riviere: a Levante ebbe Lerici (1479), Sarzana (1484) e Levanto (1515); a Ponente Pieve di Teco (1512) e Ventimiglia (1514).
Poiché, tuttavia, l'amministrazione dei possedimenti si rivelò antieconomica, la Casa di San Giorgio restituì alla Repubblica tutti i territori che le rimanevano in sovranità nel 1562.

## Privative
Fra le altre attività che la Casa gestiva per incarico della Repubblica bisogna ricordare la privativa del sale, quella delle lotterie, e soprattutto la zecca dello Stato. In questi ambiti, tuttavia, l'attività di san Giorgio subiva limitazioni ed imposizioni da parte dell'autorità statale.